# Кабинет министров Канады
Кабине́т мини́стров Кана́ды (англ. Cabinet of Canada, фр. Cabinet du Canada) (или Совет министров) играет важную роль в канадском управлении согласно вестминстерской системе.
Кабинет министров представляет собой совет министров под председательством премьер-министра, представляющий собой высшую ступень управления. Технически кабинет министров является комитетом Тайного совета Королевы для Канады, но на практике это правление канадского правительства.

## Состав
Формально современный кабинет министров состоит из двадцати семи министров Короны и государственных министров. Каждый министр должен не только давать советы премьер-министру и другим министрам, но и заведовать одним или несколькими портфелями.
Министры Короны обычно являются главами министерств или агентств, соответствующих их должности; хотя есть много исключений. Такие посты, как лидер правительства в Палате или председатель Тайного совета Королевы для Канады не соответствуют никакому министерству, а другие министры Короны (например, министр международного сотрудничества) руководят агентствами, организованными в министерствах, и отвечают за их деятельность. Несмотря на то, что премьер-министр может назначить в свой кабинет министров без портфелей, с 1978 такого не происходило.
Государственные министры, часто называемые младшими министрами, отвечают за более специальную работу и зачастую подчиняются уполномоченным министрам. Эти посты часто создаются на время, чтобы осуществить краткосрочную стратегию правительства, не меняя, однако, структуру правительства. В последнее время премьер-министры часто назначают государственных министров, не наделяя их специфической ответственностью, то есть назначают высокопоставленных госслужащих в аппарат министерства. Они непредвзято дают советы своим министрам.

## Теневой кабинет
Теневой кабинет — комитет депутатов официальной оппозиции, действующих в качестве критиков различных министерств кабинета министров. Его цель — лучше осуществлять противодействие правительству, назначая депутатов, ответственных за официальную критику конкретного министерства или министра.

## Действующий кабинет министров
Выборы 2025 года выиграла Либеральная партия Канады. Кабинет министров 30-го правительства дал присягу 14 марта 2025, а премьер-министром Канады стал Марк Карни.

## Прежние министерства
- 26-й совет министров (1 сентября 2001 — 12 декабря 2003)
- 27-й совет министров (12 декабря 2003 — 6 февраля 2006)
- 28-й совет министров (6 февраля 2006 — 4 ноября 2015)
- 29-й совет министров (4 ноября 2015 — 14 марта 2025)